# 41a cerimònia dels Premis César
La 41a cerimònia dels Premis César — també coneguts com Nuit des César — que premiava les pel·lícules estrenades el 2015, va tenir lloc el 26 de febrer de 2016 al Théâtre du Châtelet.
La cerimònia fou presidida per Claude Lelouch i presentada per Florence Foresti. Aquesta edició es va retransmetre en directe i sense xifrar a Canal+. La cerimònia va ser seguit per 2.5 milions d'espectadors. Això correspon al 11,9% de l'audiència.
Després d'una primera ronda de votacions a partir del 4 de gener, les nominacions s'anunciaren el 27 de gener de 2016. La regla de l'Acadèmia pel que fa al premi a la millor pel·lícula estrangera és nominar, a partir dels vots de la primera volta, cinc pel·lícules estrangeres no francofones així com dues pel·lícules estrangeres en llengua francesa, com és el cas de Je suis mort mais j'ai des amis i de Le Tout Nouveau Testament.
Per primera vegada en la història del Césara, els temps de paraula dels nominats es cronometran ara en 2'30 minuts. Va ser Alain Terzian qui va declarar aquesta nova organització durant una entrevista a Le Figaro per evitar un cert cansament entre els espectadors (donada la durada de les edicions anteriors). La decisió la va prendre l'any 2013 el consell de l'Académie des César.

## Presentadors i ponents
Les persones següents, enumerades per ordre d'aparició, van lliurar els premis a la cerimònia.
Per ordre d'aparició.

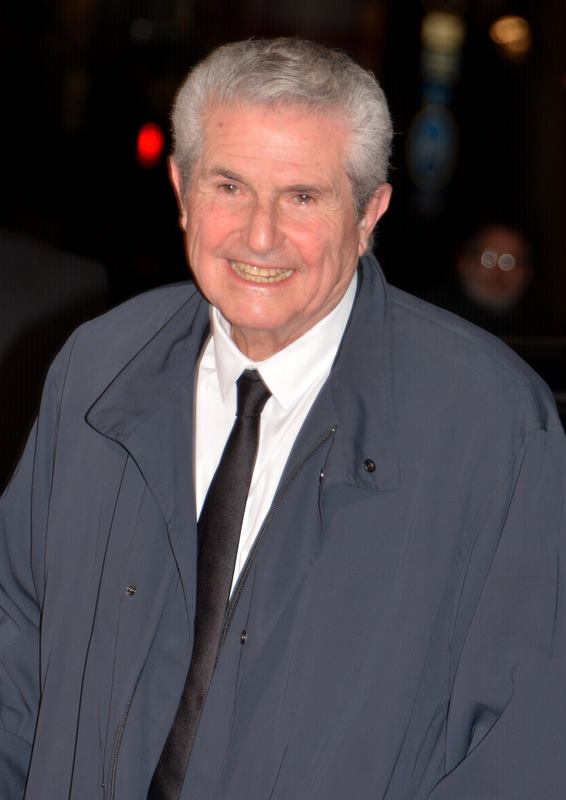
Claude Lelouch, president del jurat.

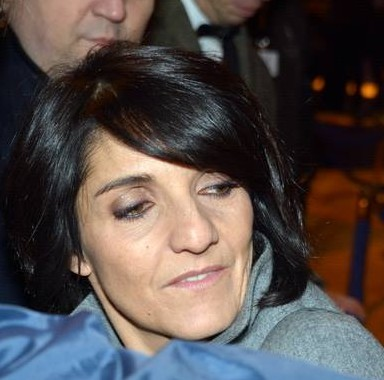
Florence Foresti, mestressa de cerimònia.

- Florence Foresti, mestressa de cerimònies
- Claude Lelouch, president de la cerimònia

- Carole Bouquet, per l'entrega del César a l'actriu més prometedora
- Nicolas Duvauchelle, per la presentació del César al Millor Curtmetratge
- Grégoire Ludig i David Marsais del Palmashow pel premi César al millor vestit
- Louane Emera, per la presentació del César al millor aspirant masculí
- Hippolyte Girardot, pel César a la millor pel·lícula d'animació i el César al millor curtmetratge d'animació
- Audrey Lamy, per la presentació del César al millor so
- Déborah François, per la presentació del César a la millor fotografia
- Jérôme Commandeur, per la presentació del César al millor muntatge
- Guillaume Gouix i Karidja Touré, pel César al millor documental
- Jean-Hugues Anglade pel premi César a la millor primera pel·lícula
- Jonathan Cohen per la presentació del César a les millors condecoracions
- Marie Gillain i Raphaël Personnaz pel César a la millor actriu secundària
- Zabou Breitman i Pierre Deladonchamps pel César a la millor adaptació
- Christine and The Queens per la interpretació de la cançó original de la pel·lícula Subway
- Christophe Lambert i Eric Serra per la presentació del César a la millor música original
- Elsa Zylberstein pel César al millor actor secundari
- Patrick Bruel pel César al millor guió original
- Kristin Scott Thomas pel César a la millor pel·lícula estrangera
- Matthias Schoenaerts per la presentació del César a la millor actriu
- Gilles Lellouche per la presentació del César al millor director
- Emmanuelle Béart per la presentació del César al millor actor
- Juliette Binoche pel César a la millor pel·lícula

## Desenvolupament
En actes relacionats, la cerimònia César & Techniques 2016 es va celebrar el 4 de gener de 2016. El 22 de febrer de 2016, en una cerimònia a l'Hotel George-V, el Prix Daniel Toscan du Plantier als productors de l'any va ser per a Pascal Caucheteux i Grégoire Sorlat de Why Not Productions (Trois souvenirs de ma jeunesse, Dheepan,  Comme un avion i La Rançon de la gloire).
Marguerite i Trois souvenirs de ma jeunesse eren les pel·lícules amb més nominacions, onze cadascuna, seguides de Dheepan i Mustang amb nou cadascuna, i La Tête haute i Mon roi amb vuit cadascuna.
Mustang (millor guió original, millor muntatge, millor música i millor primera pel·lícula) i Marguerite (millor actriu, millor decorat, millor vestuari i millor so) van guanyar quatre premis cadascuna. Fàtima en va guanyar tres, el de millor pel·lícula, millor revelació femenina i millor guió adaptat.

## Guanyadors i nominats
Els guanyadors s'indiquen en negreta
| Millor pel·lícula - Fatima de Philippe Faucon, produïda per Yasmina Nini-Faucon i Philippe Faucon - Dheepan de Jacques Audiard, produïda per Pascal Caucheteux i Grégoire Sorlat - La Loi du marché de Stéphane Brizé, produïda per Christophe Rossignon i Philip Boëffard - Marguerite de Xavier Giannoli, produïda per Olivier Delbosc i Marc Missonnier - Mon roi de Maïwenn, produïda per Alain Attal - Mustang de Deniz Gamze Ergüven, produïda per Charles Gillibert - La Tête haute d'Emmanuelle Bercot, produïda per François Kraus i Denis Pineau-Valencienne - Trois souvenirs de ma jeunesse d'Arnaud Desplechin, produïda per Pascal Caucheteux i Grégoire Sorlat | Millor director - Arnaud Desplechin per Trois souvenirs de ma jeunesse - Jacques Audiard per Dheepan - Stéphane Brizé per La Loi du marché - Xavier Giannoli per Marguerite - Maïwenn per Mon roi - Deniz Gamze Ergüven per Mustang - Emmanuelle Bercot per La Tête haute |
| Millor actor - Vincent Lindon pel paper de Thierry a La Loi du marché - Jean-Pierre Bacri pel paper de François Sim a La Vie très privée de Monsieur Sim - Vincent Cassel pel paper de Georgio a Mon roi - François Damiens pel paper de Alain Balland a Les Cowboys - Gérard Depardieu pel paper de Gérard a Valley of Love - Antonythasan Jesuthasan pel paper de Dheepan a Dheepan - Fabrice Luchini pel paper de Michel Racine a El jutge | Millor actriu - Catherine Frot pel paper de Marguerite a Marguerite - Loubna Abidar pel paper de Noha a Much Loved - Emmanuelle Bercot pel paper de Tony a Mon roi - Cécile de France pel paper de Carole a La Belle Saison - Catherine Deneuve pel paper de Florence Blaque a La Tête haute - Isabelle Huppert pel paper d'Isabelle a Valley of Love - Soria Zeroual pel paper de Fatima a Fatima |
| Millor actor secundari - Benoît Magimel pel paper de Yann a La Tête haute - Michel Fau pel paper de Atos Pezzini / Divo a Marguerite - Louis Garrel pel paper de Solal a Mon roi - André Marcon pel paper de Georges Dumont a Marguerite - Vincent Rottiers pel paper de Brahim a Dheepan | Millor actriu secundària - Sidse Babett Knudsen pel paper de Ditte Lorensen-Coteret a El jutge - Sara Forestier pel paper de Séverine a La Tête haute - Agnès Jaoui pel paper de Laetitia a Comme un avion - Noémie Lvovsky pel paper de Monique a La Belle Saison - Karin Viard pel paper de Pattie a 21 nuits avec Pattie |
| Millor actor revelació - Rod Paradot pel paper de Malony a La Tête haute - Swann Arlaud pel paper d'Elisée a Les Anarchistes - Quentin Dolmaire pel paper de Paul Dédalus a Trois souvenirs de ma jeunesse - Félix Moati pel paper de Micha a À trois on y va - Finnegan Oldfield pel paper de Kid a Les Cowboys | Millor actriu revelació - Zita Hanrot pel paper de Nesrine a Fatima - Camille Cottin pel paper de Camilla a Connasse, princesse des cœurs - Sara Giraudeau pel paper de Sonia a Les Bêtises - Diane Rouxel pel paper de Tess a La Tête haute - Lou Roy-Lecollinet pel paper d'Esther a Trois souvenirs de ma jeunesse |
| Millor pel·lícula estrangera - Birdman d'Alejandro González Iñárritu • - Saul fia de László Nemes • - Je suis mort mais j'ai des amis de Guillaume i Stéphane Malandrin • - Mia madre de Nanni Moretti • - Taxi Teheran de Jafar Panahi • - Le Tout Nouveau Testament de Jaco Van Dormael • - Joventut de Paolo Sorrentino • | Millor primera pel·lícula - Mustang de Deniz Gamze Ergüven, produïda per Charles Gillibert - L'Affaire SK1 de Frédéric Tellier, produïda per Julien Madon i Julien Leclercq - Les Cowboys de Thomas Bidegain, produïda per Alain Attal - Ni le ciel ni la terre de Clément Cogitore, produïda per Jean-Christophe Reymond i Amaury Ovise - O tots tres o res de Kheiron Tabib, produïda per Simon Istolainen i Sidonie Dumas |
| Millor guió original - Mustang – Deniz Gamze Ergüven i Alice Winocour - Dheepan – Jacques Audiard, Thomas Bidegain i Noé Debré - Marguerite – Xavier Giannoli - La Tête haute – Emmanuelle Bercot i Marcia Romano - Trois souvenirs de ma jeunesse – Arnaud Desplechin i Julie Peyr | Millor guió adaptat - Fatima – Philippe Faucon adaptat de Prière à la lune de Fatima Elayoubi - L'Affaire SK1 – David Oelhoffen i Frédéric Tellier adaptat de L'Affaire SK 1 de Patricia Tourancheau - Asphalte – Samuel Benchetrit i Gabor Rassov adaptat de Les Chroniques de l’Asphalte, de Samuel Benchetrit - L'Enquête – Vincent Garenq i Stéphane Cabel adaptat de Clearstream, l'enquête de Denis Robert - Journal d'une femme de chambre – Benoît Jacquot i Hélène Zimmer adaptat de Diari d'una cambrera d'Octave Mirbeau |
| Millor música - Mustang – Warren Ellis - Les Cowboys – Raphael - Maig de 1940 – Ennio Morricone - Mon roi – Stephen Warbeck - Trois souvenirs de ma jeunesse – Grégoire Hetzel | Millor fotografia - Valley of Love – Christophe Offenstein - Dheepan – Éponine Momenceau - Marguerite – Glynn Speeckaert - Mustang – David Chizallet i Ersin Gök - Trois souvenirs de ma jeunesse – Irina Lubtchansky |
| Millor decorat - Marguerite – Martin Kurel - Dheepan – Michel Barthélémy - Journal d'une femme de chambre – Katia Wyszkop - L'Odeur de la mandarine – Jean Rabasse - Trois souvenirs de ma jeunesse – Toma Baquéni | Millor muntatge - Mustang – Mathilde Van de Moortel - Dheepan – Juliette Welfling - Marguerite – Cyril Nakache - Mon roi – Simon Jacquet - Trois souvenirs de ma jeunesse – Laurence Briaud |
| Millor so - Marguerite – François Musy i Gabriel Hafner - Dheepan – Daniel Sobrino, Valérie Deloof i Cyril Holtz - Mon roi – Nicolas Provost, Agnès Ravez i Emmanuel Croset - Mustang – Ibrahim Gök, Damien Guillaume i Olivier Goinard - Trois souvenirs de ma jeunesse – Nicolas Cantin, Sylvain Malbrant et Stéphane Thiébaut | Millor vestuari - Marguerite – Pierre-Jean Larroque - Journal d'une femme de chambre – Anaïs Romand - Mustang – Selin Sözen - L'Odeur de la mandarine – Catherine Leterrier - Trois souvenirs de ma jeunesse – Nathalie Raoul |
| Millor curtmetratge - La Contre-allée de Cécile Ducrocq, produïda per Stéphane Demoustier i Guillaume Dreyfus - Le Dernier des Céfrans de Pierre-Emmanuel Urcun, produïda per Pierre-Emmanuel Urcun, Roy Arida, Vincent Le Port i Louis Tardivier - Essaie de mourir jeune de Morgan Simon, produïda per Jessica Rosselet - Guy Môquet de Demis Herenger, produïda per Naïm Aït-Sidhoum, Julien Perrin, Elsa Minisini i Élisabeth Pawlowski - Mon héros de Sylvain Desclous, produïda per Florence Borelly | Millor documental - Demà de Cyril Dion i Mélanie Laurent, produïda per Bruno Lévy - El botón de nácar de Patricio Guzmán, produïda per Renate Sachse - Cavanna jusqu'à l'ultime seconde, j’écrirai de Denis Robert i Nina Robert, produïda per Denis Robert, Nina Robert i Bertrand Faivre - L'Image manquante de Rithy Panh, produïda per Catherine Dussart - Une jeunesse allemande de Jean-Gabriel Périot, produïda per Nicolas Brevière                                                                                         |
| Millor pel·lícula d'animació - El Petit Príncep de Mark Osborne, produïda per Dimitri Rassam, Aton Soumache i Alexis Vonarb - Adama de Simon Rouby, produïda per Philippe Aigle, Séverine Lathuillière, Azmina Goulamaly i Alain Séraphine - Avril et le Monde truqué de Christian Desmares i Franck Ekinci, produïda per Marc Jousset i Franck Ekinci | Millor curtmetratge d'animació - Le Repas dominical de Céline Devaux, produït per Ron Dyens - La Nuit américaine d'Angélique de Pierre-Emmanuel Lyet i Joris Clerté, produït per Maryline Charrier - Sous tes doigts de Marie-Christine Courtès, produït per Jean-François Le Corre i Marc Faye - Tigres à la queue leu leu de Benoît Chieux, produït per Dora Benousilio |
| César d'honor - Michael Douglas per segon cop | |